# Abrigo

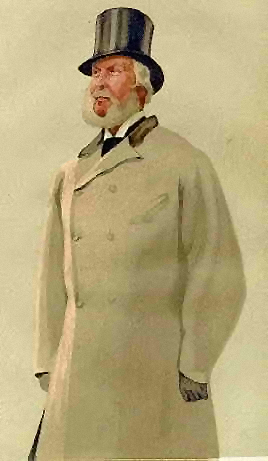
Caballero con abrigo, 1876.

Un abrigo (del latín aprīcus, defendido del frío), gabán, tapado, sobretodo o paltò (en italiano) es una prenda de vestir que termina por debajo de la cadera, se abrocha al frente con botones y a veces también con cinturón. Se lleva además de las otras prendas de vestir para asegurarse de las inclemencias del tiempo.
El abrigo se abre sobre el frente, tiene las mangas largas, y lleva a veces bolsillos e incluso, capucha. Los materiales de fabricación son variados. Los cortes de abrigos de mujeres son todos distintos (más ajustados, más estrechos, etc.) así como los materiales (la piel suele ser para mujeres).

## Historia
Antes de tener la función exclusiva de protección de las inclemencias que conocemos actualmente, antiguamente el abrigo permitía establecer la posición social de quien lo vestía. Así en la Roma antigua, el ciudadano libre se envolvía con su toga para diferenciarse de los esclavos. En la Edad Media, solamente los nobles admitidos en el tribunal tenían el privilegio de llevar la hopalanda. En el siglo XV, permanece reservado a la nobleza. Posteriormente, se convierte poco a poco en una prenda de vestir popular. A principios del siglo XIX el abrigo será eclipsado por la levita para volver de nuevo, en particular, a partir de mitad del siglo bajo distintas formas con partes inmóviles. En 1893 aparecen los primeros abrigos de piel..

## Galería

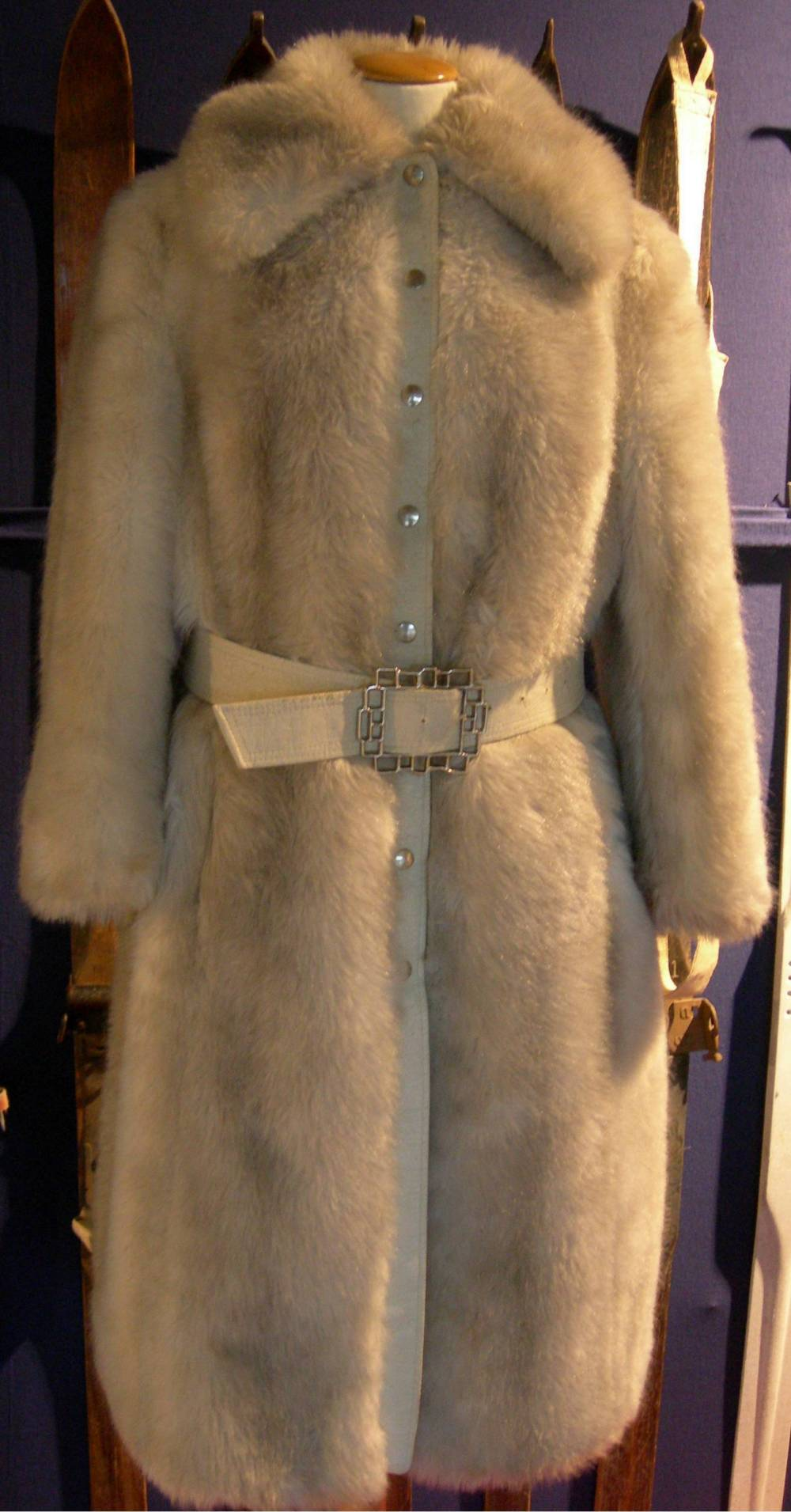
Abrigo de piel
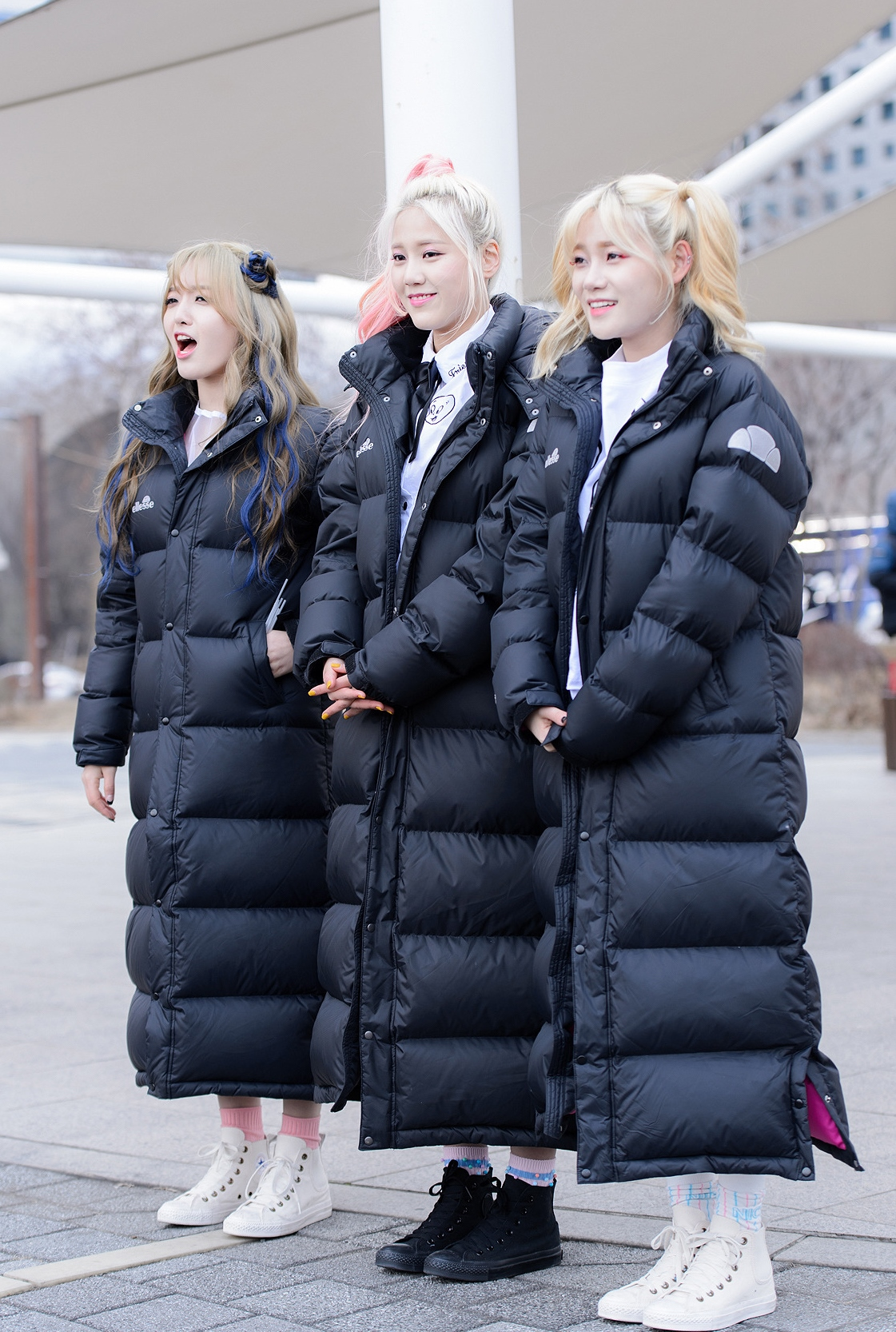
Abrigos acolchados
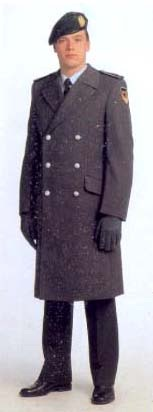
Abrigo militar
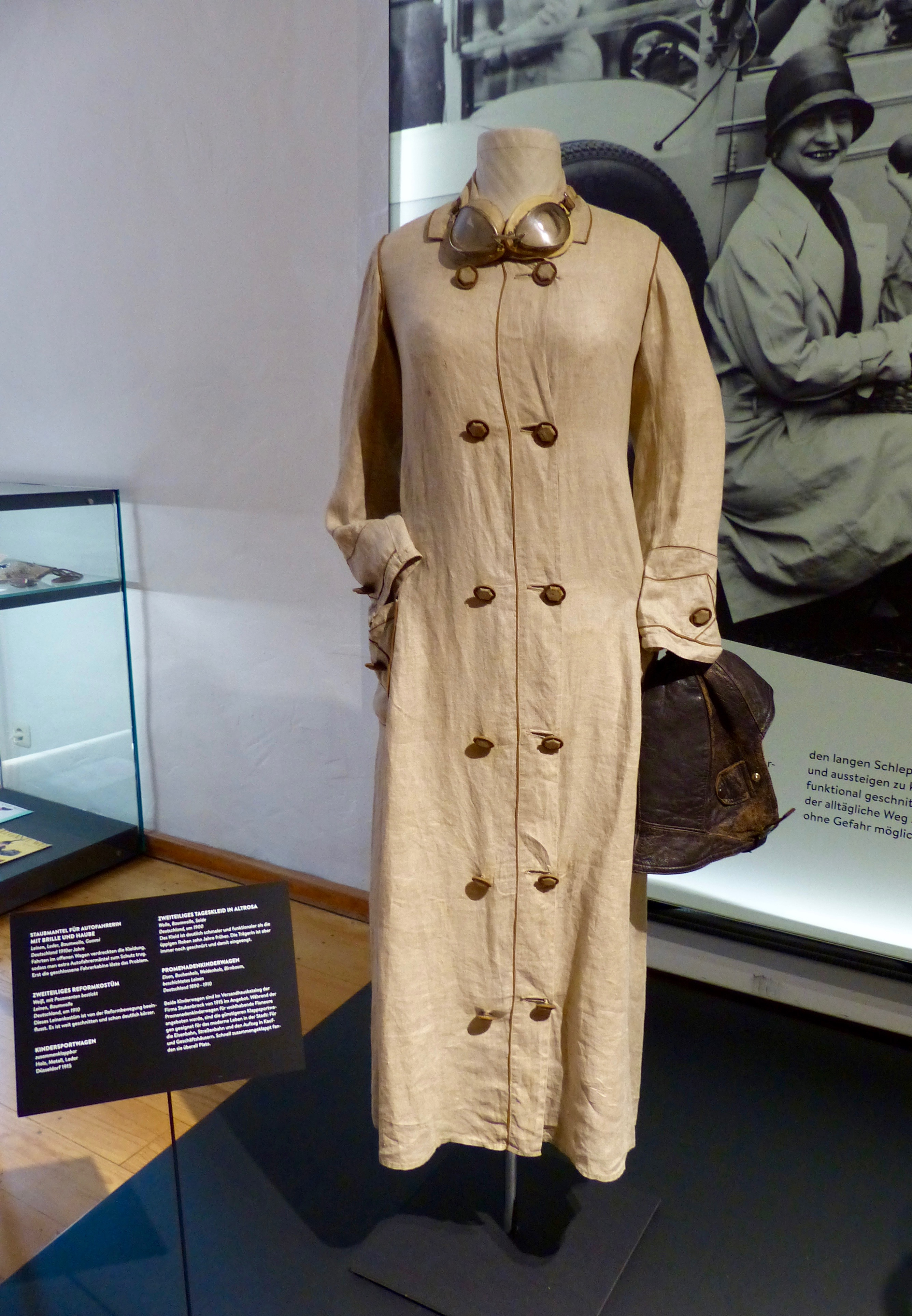
Abrigo de coche
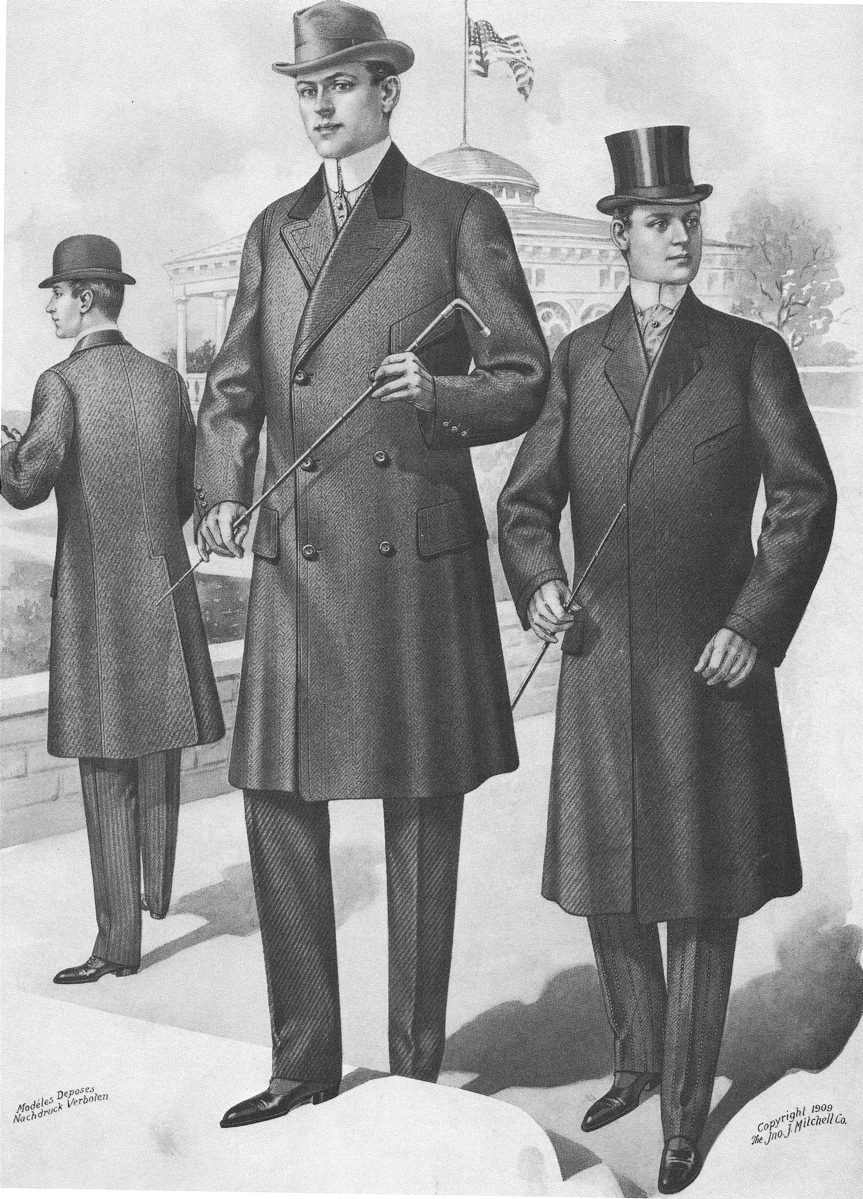
Abrigos chersterfield
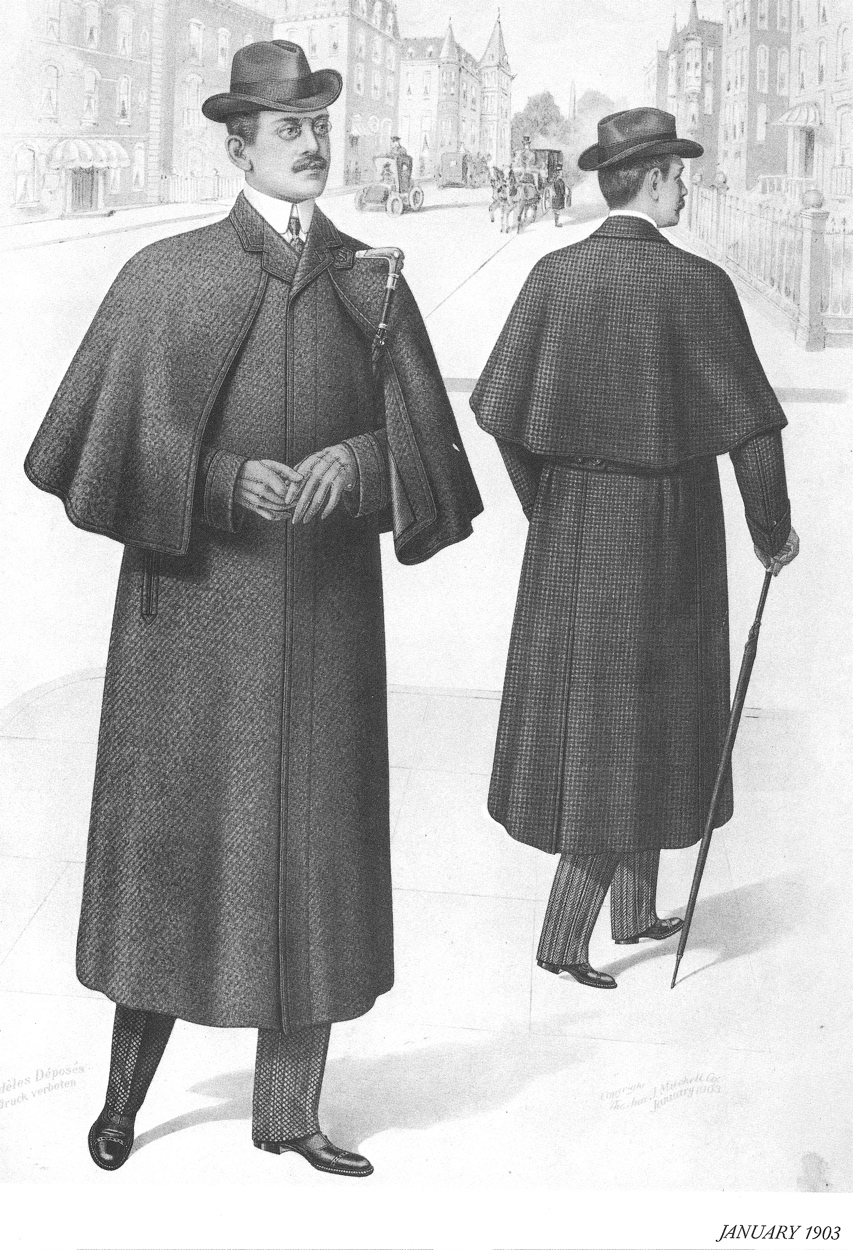
Abrigos Ulster